# Joseph Chambers becsülete
A Joseph Chambers becsülete (eredeti cím: The Integrity of Joseph Chambers) 2022-ben bemutatott amerikai filmdráma, amelyet Robert Machoian írt és rendezett. A főbb szerepekben Clayne Crawford, Jordana Brewster és Jeffrey Dean Morgan látható.
A filmet 2022. június 9-én mutatták be a Tribeca Filmfesztiválon.

## Cselekmény
Joe két kisgyermek édesapja és Tess férje. Vidéken élnek. A férfi egy reggel hajnal előtt felkel, és úgy dönt, egyedül elmegy szarvasvadászatra Tess legnagyobb elégedetlenségére, aki szerint felelőtlen ötlet, hogy ugyanazt csinálja, mint a különc túlélők. Joe ennek ellenére kölcsönkér egy puskát a szomszédjától, és elindul. A nap éppen felkel, amikor felhajt egy hegyre, és eléri az erdőt. Teljesen egyedül a vadonban megtanulja, hogy az állatokra vadászni nem is olyan egyszerű, míg végül egy tragikus vadászbaleset történik. 

## Szereplők
| Szerep          | Színész               | Magyar hang           |
| --------------- | --------------------- | --------------------- |
| Joe             | Clayne Crawford       | Varga Gábor           |
| Tess            | Jordana Brewster      | Mezei Kitty           |
| Magányos farkas | Michael Raymond-James | Makranczi Zalán       |
| Rendőrfőnök     | Jeffrey Dean Morgan   | Kőszegi Ákos          |
| Doug            | Carl Kennedy          | Welker Gábor          |
| fiú 1#          | Colt Crawford         | Holló-Zsadányi Norman |
| fiú 2#          | Hix Crawford          | Tóth Márk             |
| Francine        | Charline St. Charles  |                       |

### Magyar változat
- Bemondó: Galambos Péter
- Magyar szöveg: Hanák János
- Hangmérnök: Horváth Bence
- Vágó: Simkoné Varga Erzsébet
- Gyártásvezető: Kincses Tamás
- Szinkronrendező: Marton Bernadett
- Produkciós vezető: Várkonyi Krisztina

A szinkront a Mafilm Audio Kft. készítette el.

## A film készítése
A forgatás 2020 decemberében kezdődött Alabamában.

## Bemutató
A film premierje 2022 júniusában volt a Tribeca Filmfesztiválon.

## Fogadtatás
Általálnosságban pozitív visszajelzéseket kapott a kritikusoktól. A Rotten Tomatoes weboldalon 90%-os értékelést kapott 29 kritika alapján, az átlagos értékelése 5,6 pont a 10-ből.
David Rooney a The Hollywood Reporter-től pozitív kritikával illette a filmet, mondván „sovány, de lenyűgöző”.
Piers Marchant az Arkansas Democrat-Gazette-től szintén pozitív kritikával véleményezte a filmet, és azt írta: „A történet szempontjából nem minden áll pontosan össze, de több mint elegendő filmkészítési érzék maradt, és egy újabb erős, elkötelezett teljesítmény Crawfordtól, hogy lehorgonyozza a történetet.”